# بيروت الغربية (فلم)
بيروت الغربية هو فيلم لبناني تبدأ أحداثه عند نشوب الحرب الأهلية في بيروت، حيث تقسم بيروت إلى بيروت الغربية الخاصة بالمسلمين وبيروت الشرقية الخاصة بالمسيحيين . طارق يدرس في المدرسة الفرنسية في بيروت، ويصنع أفلاماً مع صديقه عمر. في بداية الحرب تغلق المدارس ويعمّ العنف شوارع بيروت، ويصبح التنقل من بيروت الغربية إلى الشرقية مخاطرة. والدة طارق تريد السفر خارج البلاد، لكن والده يرفض. طارق يمضي اليوم مع مي، صديقته المسيحية اليتيمة، التي تعيش في بنائه. طارق يذهب إلى ماخور في بيروت الشرقية ليقابل أم وليد التي يسمع عنها دائماً. ثم يأخذ معه عمر ومي إلى هناك. يتصاعد التوتر في عائلته مع مرور الأيام، وكذلك الحرب تزداد اشتعالاً وتتحول إلى مأساة.

## شخصيات الفيلم
- رامي دويري: بدور طارق.
- محمد شماس: بدور عمر.
- رولا الأمين: بدور مي.
- كارمن لبّس: بدور والدة طارق.
- ليليان نمري: بدور الجارة
- ليلى كرم: بدور أم وليد.

## الجوائز
جائزة فرانسوا شاليه في مهرجان كان السينمائي عام 1998.

## وصلات خارجية
- مقالات تستعمل روابط فنية بلا صلة مع ويكي بيانات